# Macintosh

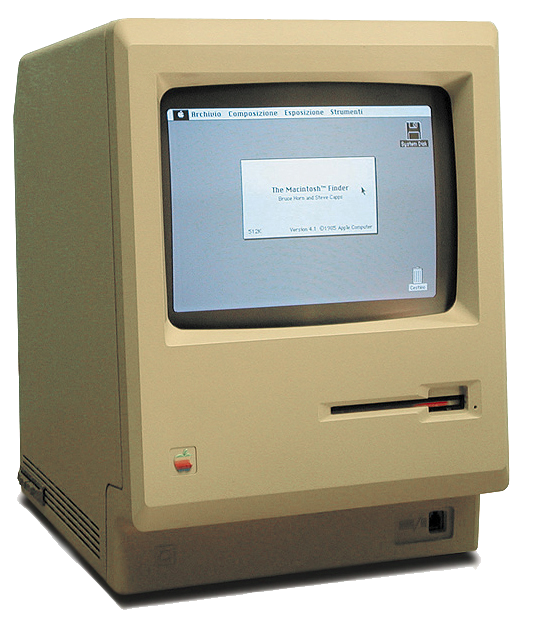
Macintosh 128K — первый персональный компьютер данной марки, выпущенный 24 января 1984 года

Macintosh [ˈmækɪntɒʃ] или Mac [mæk] — линейка персональных компьютеров производства корпорации Apple. Работают под управлением операционных систем семейства Mac OS, возможна также работа на ОС Windows NT, A/UX, NeXTSTEP, BeOS/Haiku, GNU/Linux и Rhapsody. Своё название получили от сорта яблок «Malus 'McIntosh'».

## История

### 1979—1999 годы: разработка
Проект Macintosh был запущен в конце 1970-х, когда Джеф Раскин, будучи уже сотрудником Apple, задумал сделать удобный и недорогой компьютер для рядового потребителя. Он решил назвать этот компьютер в честь своего любимого сорта яблок Мекинтош, но название нужно было изменить по юридическим соображениям, поскольку оно было слишком похоже по звучанию на название компании McIntosh Laboratory, производящей звуковое оборудование. Стив Джобс просил разрешения о свободном использовании этого наименования для компании Apple, но получил отказ, так что компании Apple потом пришлось покупать права на использование этого наименования. Раскин получил разрешение на запуск проекта и начал набирать новых людей в команду в сентябре 1979 года, в числе прочих ему нужен был инженер, способный изготовить полноценный прототип. Билл Аткинсон, входивший в команду другого проекта компании Apple под названием Lisa (они разрабатывали похожий компьютер, но более высокого уровня), познакомил Раскина с Барреллом Смитом, техником по ремонту оборудования, который пришел в компанию чуть раньше в том же 1979 году. За несколько лет Раскин собрал большую команду разработчиков, которые проектировали и создавали оригинальные машины Macintosh и исходную версию операционной системы Mac OS для своего компьютера. Кроме Раскина, Аткинсона и Смита в команду вошли Джордж Кроу, Крис Эспиноса, Джоанна Хоффман, Брюс Хорн, Сюзен Кэр, Энди Херцфельд, Гай Кавасаки, Даниэль Коттке, Джерри Мэнок и Андреа Каннингем.
Смит создал свою первую системную плату для Macintosh по спецификациям Раскина: она имела 64 килобайта ОЗУ, процессор Motorola 6809E и поддерживала вывод растрового изображения на монохромный дисплей разрешением 256×256 пикселей. Bud Tribble (Бад Триббл), ещё один член команды Mac, был заинтересован в запуске графических программ с платформы Lisa на машине Macintosh, поэтому спросил Смита, сможет ли он встроить в процессор Motorola 68000 из Lisa в систему Mac, не повышая себестоимость. К декабрю 1980 года Смит сумел спроектировать плату, которая не только несла на себе процессор 68000, но и поддерживала повышенную тактовую частоту — от 5 до 8 МГц; эта системная плата также могла выводить изображение на монитор с разрешением 384×256 пикселей. Конструкция Смита содержала меньше чипов оперативной памяти, чем Lisa, что значительно снизило себестоимость. Финальная конструкция Mac была самодостаточной и имела полноценный язык для работы с графикой QuickDraw и интерпретатор всего в 64 килобайт ПЗУ — намного больше, чем у большинства других компьютеров того времени; машина содержала 128 килобайт ОЗУ в виде шестнадцати чипов по 64 килобит, впаянных на материнскую плату. Хотя на плате не было слотов под дополнительную память, имелась возможность расширения ОЗУ до 512 килобайт за счёт распайки шестнадцати разъёмов, куда можно было устанавливать чипы ОЗУ ёмкостью 256 килобит вместо заводских микросхем по 64 килобит. В серию машина пошла со встроенным монохромным монитором диагональю 9 дюймов и разрешением 512×342 пикселей — размер монитора оказался больше запланированного.
Дизайн машины привлек внимание Стива Джобса, сооснователя Apple. Осознав, что Macintosh имеет лучшие рыночные перспективы, чем Lisa, он начал фокусировать своё внимание на этом проекте. Раскин окончательно покинул проект Macintosh в 1981 году из-за личного конфликта с Джобсом, а участник проекта Энди Херцфельд рассказал, что финальный дизайн Macintosh был ближе к идеям Джобса, чем к замыслам Раскина.
Услышав, что в центре Xerox PARC создаётся прорывная технология графических интерфейсов, Джобс договорился о посещении центра, чтобы в деталях рассмотреть компьютер Xerox Alto и его средства разработки Smalltalk, предложив взамен опционы на покупку акций Apple. Пользовательские интерфейсы Lisa и Macintosh были созданы под влиянием технологий, увиденных в центре Xerox PARC и соединённых с собственными идеями участников проекта Macintosh. К работе над серией машин Macintosh Джобс также привлек промышленного дизайнера Хартмута Эсслингера, что в результате привело к созданию специального языка проектирования Snow White («Белоснежка»); хотя этот язык появился слишком поздно и не попал в первые модели Mac, он был реализован в большинстве компьютеров Apple, выпущенных в середине и конце 1980-х годов.
Несмотря ни на что, лидерство Джобса в проекте Macintosh не продлилось долго; после ожесточенной внутренней борьбы с новым руководителем компании Джоном Скалли в 1985 году Джобс уволился из Apple.
После ухода Джобс основал ещё одну компьютерную компанию NeXT, нацеленную на рынок образовательной сферы, и не возвращался до 1997 года, когда компания Apple поглотила компанию NeXT.
Машину Macintosh 128K производили на фабрике Apple во Фримонте.

### Выпущенные модели
Первый Mac был выпущен 24 января 1984 года. Выходу компьютера на рынок предшествовал телевизионный рекламный ролик режиссёра Ридли Скотта, впервые показанный 22 января 1984 года и использовавший мотивы романа Джорджа Оруэлла «1984».
Вскоре после этого компания прекратила разработку и производство семейства Apple III, которое оказалось неконкурентоспособным.
Первоначально семейство Macintosh объединяло платформы, созданные на базе процессоров Motorola (68000, 68020), впоследствии заменённые более мощными процессорами IBM PowerPC (использовались в моделях компьютеров PowerMac), затем процессорами Intel, а в 2020 году был начат переход на архитектуру ARM.
Последние настольные компьютеры и серверы на базе PowerPC оснащались 64-разрядными процессорами G5, а ноутбуки — 32-разрядными G4. Из-за большого тепловыделения и потребления энергии процессорами G5, с чем IBM так и не удалось справиться, они так и не нашли применения в ноутбуках. Эта проблема, а также неспособность IBM выпустить процессоры с большей тактовой частотой, заставили Apple начать поиски нового поставщика процессоров. Такой поставщик был найден, и в 2006 году Apple начала переход на процессоры Intel. Запуск существующих приложений для платформы PowerPC на новых компьютерах происходил в режиме эмуляции с использованием технологии Rosetta. К концу 2006 года вся линейка компьютеров была переведена на новые процессоры. Архитектура Intel в то время поддерживалась операционной системой Mac OS X 10.4 только в 32-разрядном режиме.
К 2010 году все выпускаемые модели оснащались 64-разрядными процессорами Intel Core 2 Duo и Xeon, версия Mac OS X 10.5 поддерживала как 64-разрядный, так и 32-разрядный режимы на платформах Intel и PowerPC. Начиная с версии 10.6 Mac OS X работает только на платформе Intel, хотя поддержка приложений, скомпилированных под PowerPC, в режиме эмуляции была оставлена. Mac OS X 10.6 Snow Leopard полностью 64-битная, как и большинство приложений. Утилита Boot Camp, включённая в базовую поставку этой версии операционной системы, позволила устанавливать на Macintosh ОС Windows (начиная с Windows XP SP2). Существуют также дистрибутивы ОС Linux для платформы Macintosh.
Большинство приложений для платформы Mac OS X совместимо с любыми платформами Intel и PowerPC, поддерживаемыми операционной системой, но некоторые приложения поддерживают только платформу Intel, а в единичных случаях (например, IBM DB2) — только 64-разрядную платформу Intel.

## Сфера применения
Компьютеры Macintosh могут применяться для решения таких же задач, как и компьютеры под управлением Windows и систем на базе ядра Linux. Имеется широкий выбор программного обеспечения, системного и прикладного, в том числе Microsoft Office for Mac, Adobe Photoshop и другие известные программы.
Также Macintosh широко используются в сфере компьютерной графики, полиграфии и звукозаписи.

## Программные и аппаратные изменения платформы

### Переход на PowerPC
В 1994 руководство Apple решило сменить аппаратную платформу с Motorola 68k на более мощный PowerPC. Обновления операционных систем некоторое время продолжало выходить для обеих платформ.

### Переход на UNIX
Переход на операционную систему OS X, являющуюся Unix-совместимой ОС и официально получившую сертификат UNIX 0.3, обеспечивал реальную многозадачность и расширил выбор программного обеспечения для Macintosh, потому что большинство программ для Unix/Linux путём простой перекомпиляции либо после доработки могло запускаться в OS X.

### Переход на архитектуру Intel
Со сменой архитектуры появилась проблема несовместимости команд процессоров: старые приложения, написанные для процессоров PowerPC, не могут запускаться на процессорах Intel. Решение этой проблемы ведётся в двух направлениях. Все новые приложения предлагается выпускать в рамках стратегии Universal binary (англ. Universal binary), когда один и тот же код может запускаться на обоих типах процессоров, а следовательно и на старых, и на новых компьютерах Macintosh. Старые же приложения запускаются на новых процессорах через специальный транслятор команд Rosetta, который переводит команды Intel в PowerPC и обратно. Для клиента этот процесс происходит абсолютно прозрачно, хотя и несколько замедляет работу приложения. Однако транслятор Rosetta имеет некоторые ограничения, главным из которых является то, что с его помощью можно запускать только приложения, написанные специально для Mac OS X, то есть созданные в среде Cocoa или Carbon (версии, разработанной специально для Mac OS X), облегчающая перенос приложений из предыдущих систем). Приложения, перешедшие из более ранней версии операционной системы, Mac OS 9 (которую ещё называют Classic), то есть не разработанные в среде Carbon, не могут запускаться через транслятор Rosetta, следовательно, уже не могут быть запущены на новых процессорах. К счастью, таких приложений осталось очень немного.
Переход на процессоры Intel значительно упростил, а, следовательно, и ускорил работу виртуальных машин, на которых запускаются виртуальные операционные системы. Более того, реализация проекта Boot Camp позволила устанавливать и запускать на Macintosh другие операционные системы и загружаться в одной из них. Поддерживается работа Windows XP и Windows Vista (как 32-битная версия, так и 64-битная для моделей с 64-битным процессором; написаны драйверы всех устройств Macintosh для этой операционной системы), Windows 7. Могут устанавливаться адаптируемые независимо от Apple дистрибутивы Linux (при установке ОС проблем не возникает, однако главная проблема в недостатке драйверов). Данная инициатива превращает Macintosh в универсальный компьютер, для которого доступно многообразие операционных систем для процессоров Intel. В Mac OS X 10.7 убрали Rosetta, поэтому приложения под PowerPC запускаться больше не будут.

### Переход на ARM
В июне 2020 года Apple официально объявила о переводе Макинтошей на собственные процессоры с архитектурой ARM. Среди преимуществ этого решения была заявлена энергоэффективность и скорость.
10 ноября 2020 года Apple представила первый процессор для собственных компьютеров — Apple M1, что означает, что Apple начинает переход с платформы x86 на собственные ARM-процессоры. Для запуска старых приложений был разработан транслятор Rosetta 2, который имеет возможность не только трансляции команд во время исполнения, но и перекомпиляции программ во время установки.

## Модельный ряд
Компьютеры Macintosh представлены следующими линейками продуктов: ноутбуки верхнего уровня MacBook Pro, ультрапортативный ноутбук MacBook Air, сверхлёгкий ноутбук MacBook, компактные настольные компьютеры Mac mini, моноблочные настольные компьютеры с интегрированным дисплеем iMac, компактные рабочие станции Mac Studio и рабочие станции с возможностями кастомизации Mac Pro. Внутри каждой линейки выпускается несколько различных конфигураций.
- MacBook Pro — профессиональные ноутбуки, с 2006 г.;
- MacBook Air — ультратонкий ноутбук простых задач, не требующих особой вычислительной мощности, с 2008 г.;
- Mac Studio — настольные компьютеры класса «рабочая станция», с 2022 г.;
- Mac Pro — настольные компьютеры класса «рабочая станция» с возможностями кастомизации, с 2006 г.;
- iMac — компьютеры «всё в одном» (монитор, системный блок, аудио- видеопериферия), представленный в 1998 г.;
- Mac mini — системные блоки персональных компьютеров, с 2005 г.

## Критика
Выход первого компьютера Macintosh был поначалу весьма прохладно воспринят многими изданиями — его постоянно сравнивали с Apple III, вышедшим незадолго до этого и в отличие от нового компьютера имевшим открытую архитектуру. Как утверждали все известные издания того времени, «Современный пользователь хочет иметь открытую архитектуру и возможность менять технические характеристики компьютера по своему усмотрению». Закрытая архитектура нового компьютера не позволяла этого, вследствие чего имело место первоначальное падение продаж нового компьютера и увольнение Стива Джобса с поста главы Apple в 1985 году..

## Иллюстрации

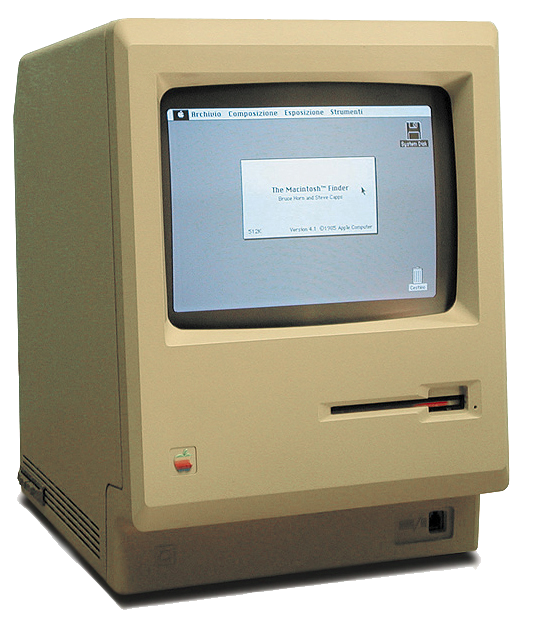
Macintosh 128k (первый компьютер Macintosh, представлен в 1984 году)
iMac
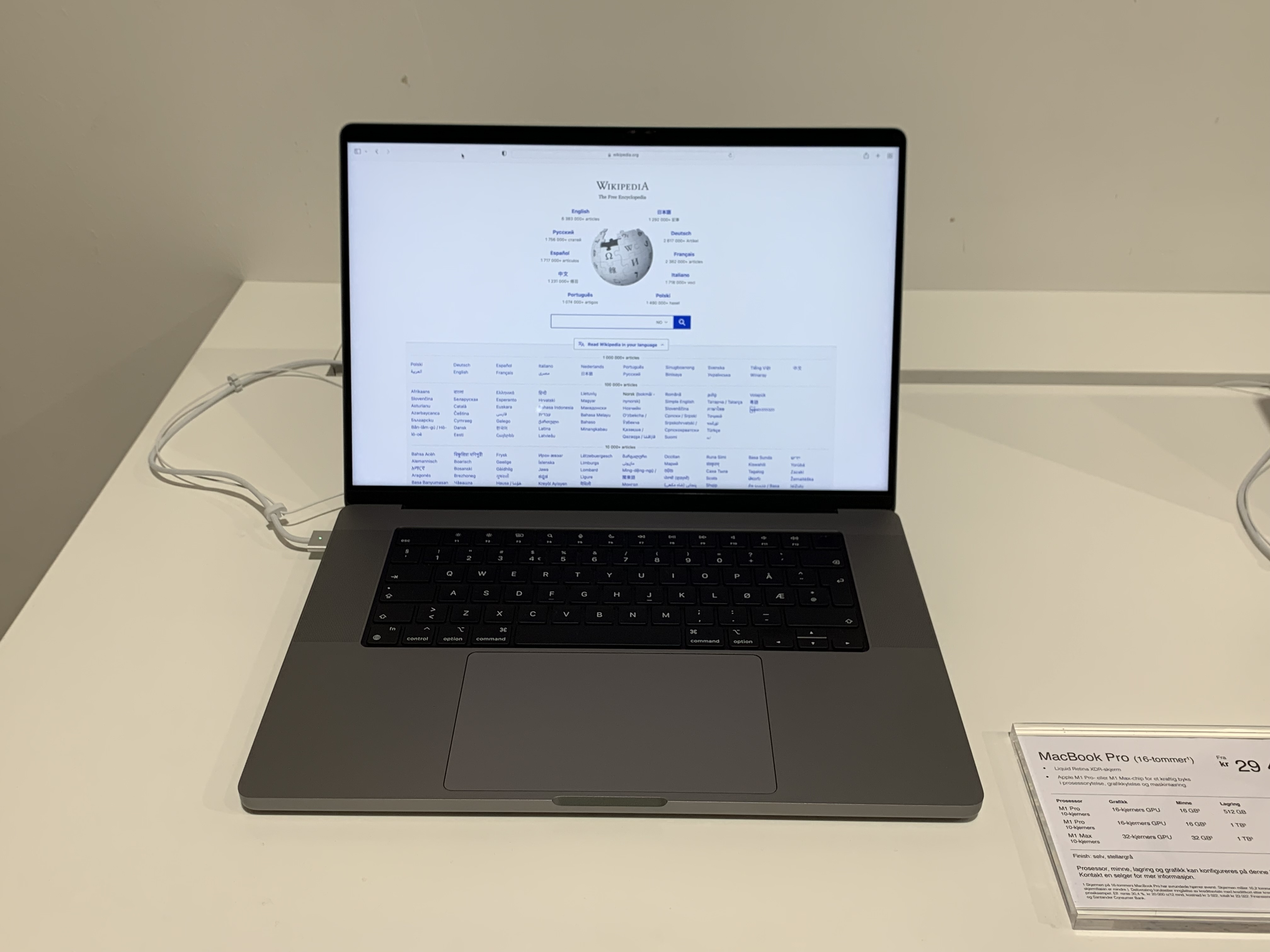
MacBook Pro
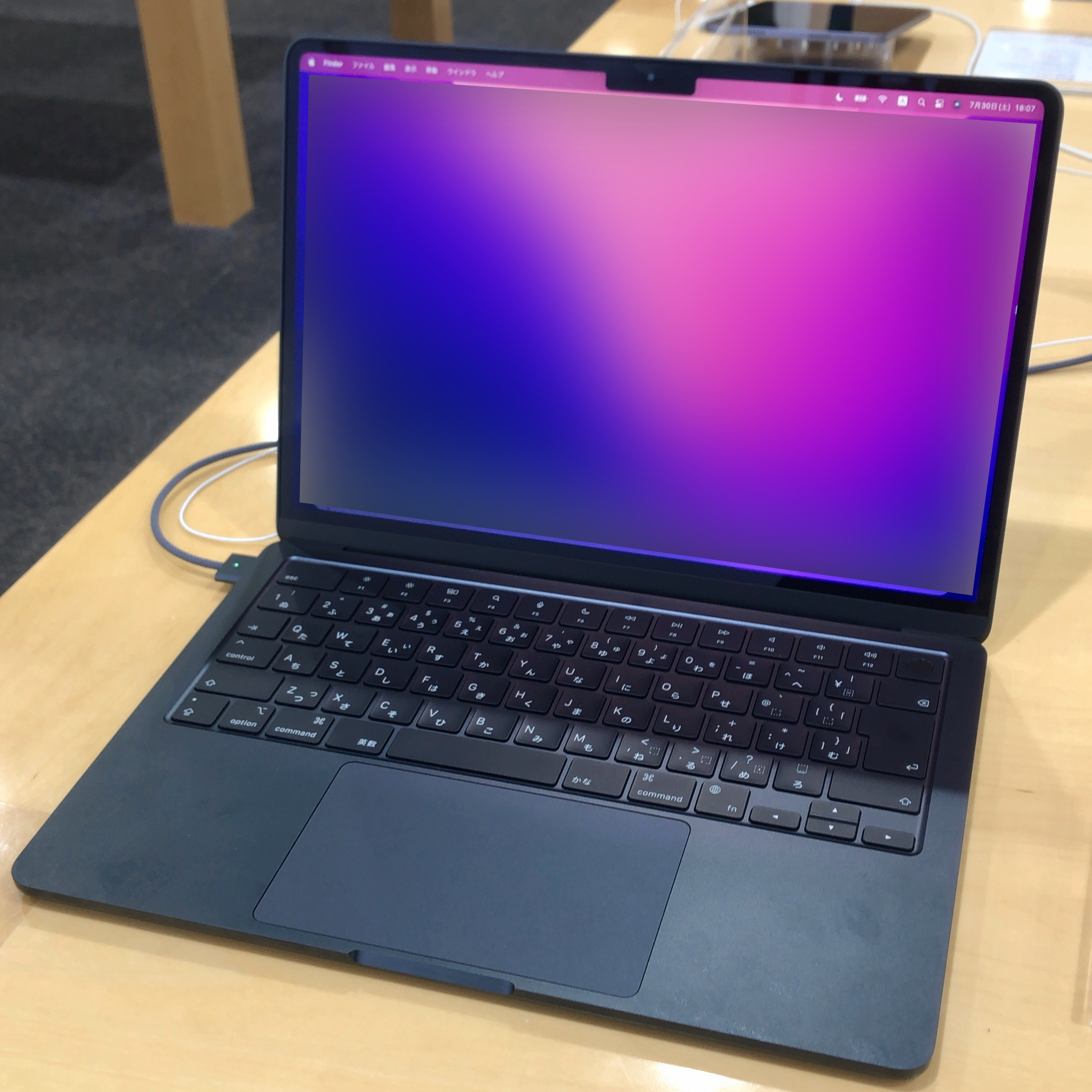
MacBook Air
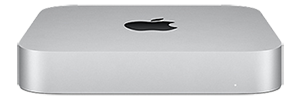
Mac mini
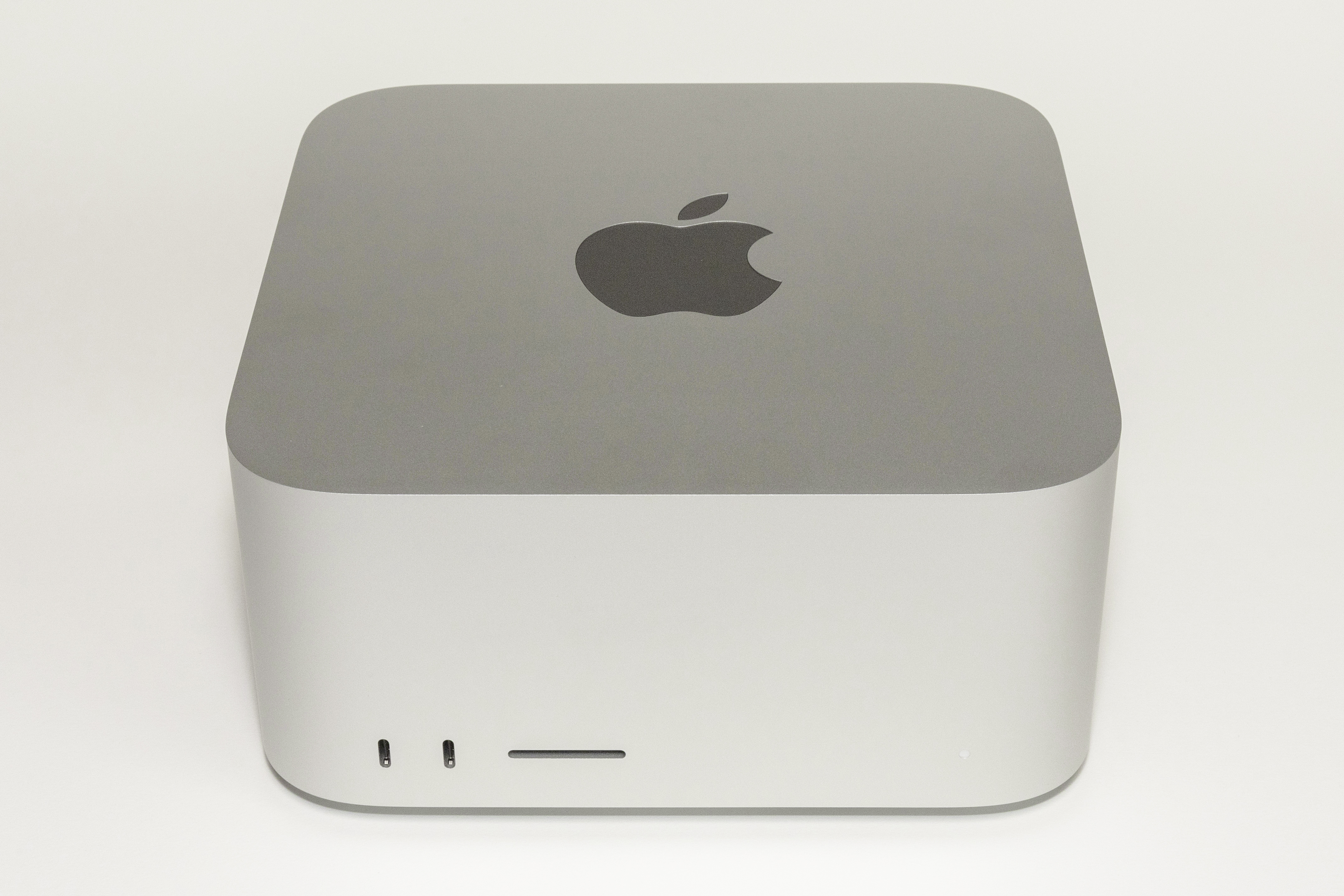
Mac Studio
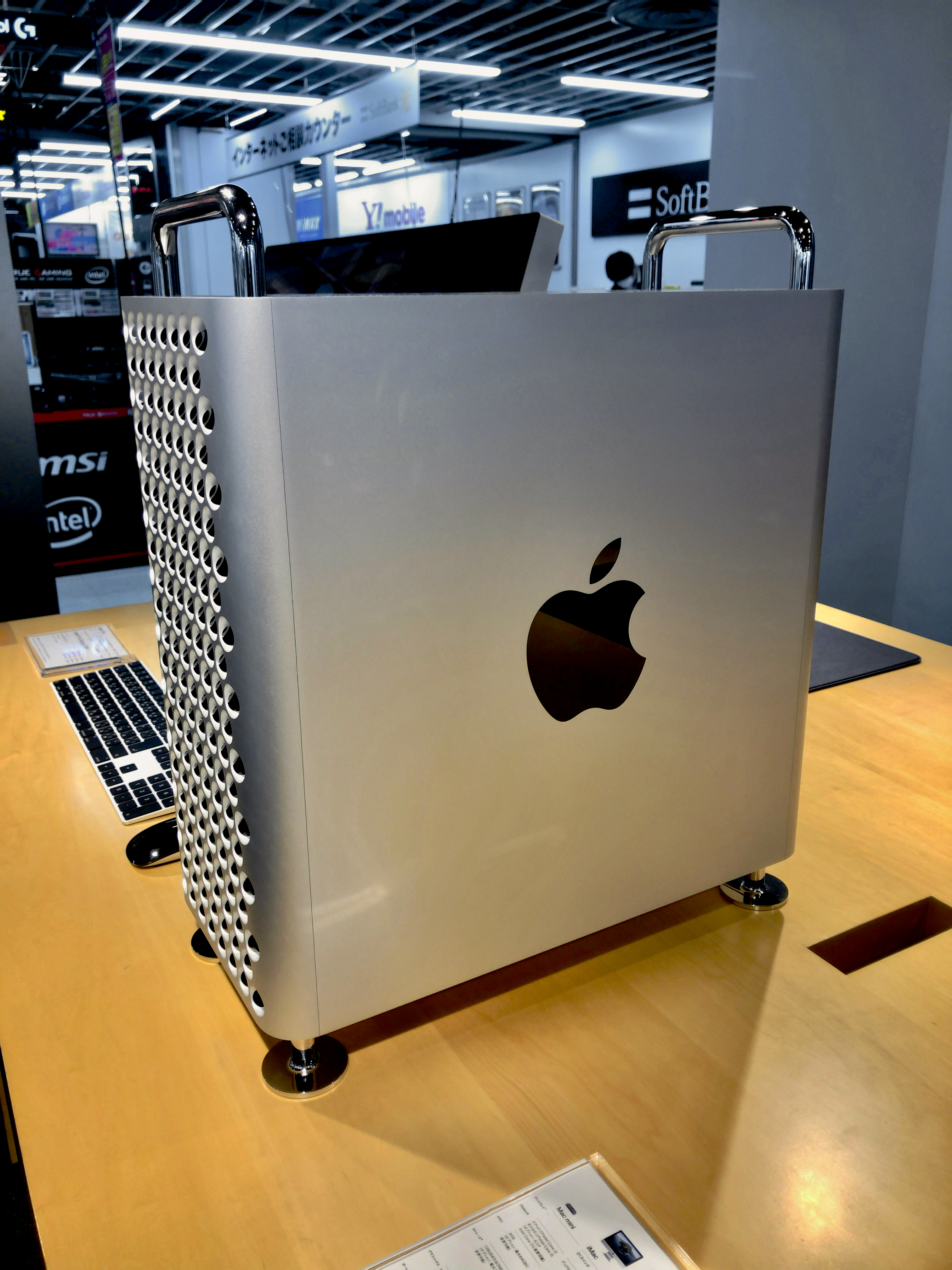
Mac Pro